# 巴奈 (马恩省)
巴奈（法語：Bannay，法語發音：[banɛ] ⓘ）是法国马恩省的一个市镇，位于该省西部偏南，属于埃佩尔奈区。

## 地理
巴奈（48°51'34"N, 3°43'25"E）面积7.06 平方千米，位于法国大東部大區马恩省，该省份为法国东北部内陆省份，北起阿登省，西北接埃纳省，西南接塞纳-马恩省，南至奥布省，东南接上马恩省，东临默兹省。
与巴奈接壤的市镇（或旧市镇、城区）包括：弗罗芒蒂耶尔、拜村、科尔费利、塔吕圣普里、勒图尔特罗斯奈。

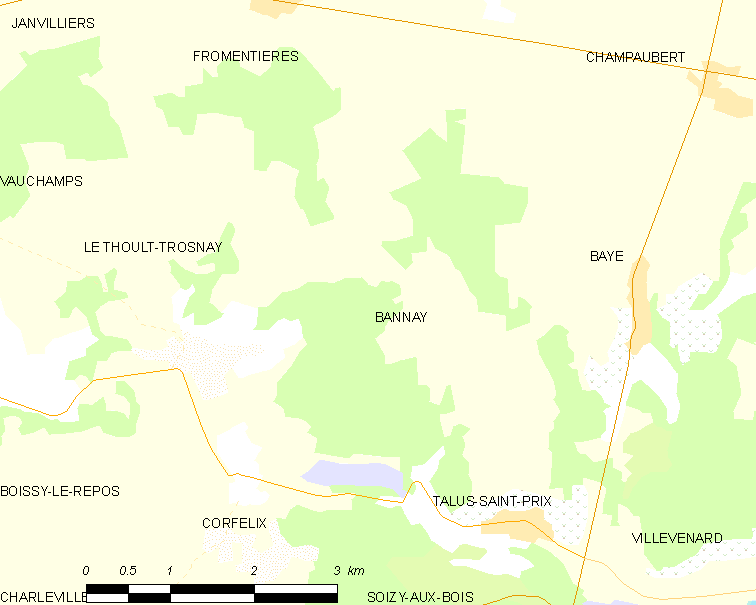
的OSM定位图

巴奈的时区为UTC+01:00、UTC+02:00（夏令时）。

## 行政
巴奈的邮政编码为51270，INSEE市镇编码为51034。

## 政治
巴奈所属的省级选区为多尔芒-香槟景县。

## 人口

1962-2008年间人口变化图示

巴奈于2022年1月1日时的人口数量为23人。